# Agriades albopraemargine
Agriades albopraemargine är en fjärilsart som beskrevs av Ruggero Verity 1946. Agriades albopraemargine ingår i släktet Agriades och familjen juvelvingar. Inga underarter finns listade i Catalogue of Life.